# Chuck Smith
Charles Ward "Chuck" Smith, född 25 juni 1927 i Ventura, Kalifornien, död 3 oktober 2013 i Newport Beach, Kalifornien, var en amerikansk pastor i den kristna församlingen Calvary Chapel Costa Mesa. Han ses som grundare av Calvary Chapel-rörelsen, som började med församlingen i Costa Mesa, Kalifornien 1965, men nu har flera tusen församlingar över hela världen, varav några är USA:s största.

## Bakgrund
Smith föddes i Ventura, Kalifornien. Han utbildades vid Life Pacific College och tjänade sedan som pastor i International Church of the Foursquare Gospel. Under senare delen av 1950-talet var han kampanjledare för predikanten Paul Cain.
1965 kom han som pastor till Costa Mesa, Kalifornien till en församling som hette Calvary Chapel och planterats av Floyd Nelson.

## Calvary Chapel
1968 bjöd Smith hem den då 18-åriga evangelisten Lonnie Frisbee och dennes fru Connie. Smith parade ihop honom med John Higgins som redan hade en bibelstudiegrupp för ungdomar. De två startade den kristna kommuniteten The House of Miracles och gick ut och predikade för ungdomar. Det blev början till Jesusrörelsen bland hippies i Kalifornien.
Många nya medlemmar kom till församlingen och 2006 var antalet medlemmar 35 000 personer. Många nutida amerikanska pastorer har undervisats av Smith.
Calvary Chapel blev hemmet för Jesusfolket. Man uppmärksammades i Time Magazine för sitt evangelisationsarbete bland hippies och ungdomar. Man var pionjär när det gällde avslappnat och informellt kyrkoliv, bland annat hade man gudstjänster på stranden och döpte människor i Stilla Havet. En stor del av den moderna kristna lovsången har sina rötter i Calvary Chapel.

## Kritik
Smith har fått kritik för uttalanden om samband mellan katastrofer, såsom 11 september-attackerna, och Guds vrede mot homosexualitet och abort.